# Brlog vára
Brlog vára (horvátul: Dvor Brlog), várrom Horvátországban, a Kamanje községhez tartozó Orljakovo faluban.

## Fekvése
Orljakovo keleti szélén a Pletix üzem bal oldalán vezető mellékutcáról balra nyíló zsákutca végén található. Egy részét lakó- és gazdasági épületekké alakították át, míg más részeinek alapfalai a ház mellett láthatók.

## Története
A várat a 16. században említik először, amikor Zrínyi Miklós a szigetvári hős felesége Frangepán Katalin grófnő, aki 1544-ben testvérével, Frangepán Istvánnal (akinek nem volt a saját leszármazottja) kötött örökösödési szerződéssel a brlogi birtok tulajdonosává vált. A várat és a hozzá tartozó falvakat Zrínyi 1560-ban a török elleni harcokban tett szolgálataiért Dovolich Jánosnak adományozta. Ezután a Zrínyiek a Dovolichokat többször is megerősítették a vár birtokában. Végül 1640-ben a két Zrínyi testvér Miklós és Péter a birtokot visszaváltották és ozalyi uradalmukhoz csatolták. Ezután egészen 1670-ig a Zrínyiek tulajdonában volt, amikor a Wesselényi-összeesküvésben való részvétele miatt a császár Zrínyi Pétertől elvette. 
A császári parancsot Herbertstein generális hajtotta végre. Katonái a várat teljesen kifosztották, minden mozdíthatót elvittek. I. Lipót király 1670. április 4-i végzésével a Károlyváros környékén lévő összes Zrínyi és Frangepán birtokot, ideértve a Brlog várát is Herberstein kapta meg. Ezután a birtokot a kincstár nevében 1679-ig Tompa Péter és Sztankovich György igazgatták. Ekkor 19000 forintért Ivan Peranski gróf a horvát gárda ezredese vásárolta meg, akit 1682-ben I. Lipót császár is megerősített birtokában. Lányának, Barbara Sidonijának halála után 1713-ban házassága révén a Delišimunović családé lett. Még ugyanebben az évben Jozef Rabatta generális szerezte meg, aki hosszas pereskedés után végül megvásárolta a birtokot. Rabatta 1722-ben 14000 forintért gróf Paradeizer turnjai kapitánynak adta el, majd fiától ugyanennyi összegért 1740-ben Benevenuto Petazzi gróf szluini és zsumberki császári ezredes vásárolta meg. 
A gróf aki már Ribnik várát is birtokolta 1754 és 1763 között a károlyvárosi erőd parancsnoka volt. Uralma idején a birtok nagy változáson ment át. A rendkívül művelt és olvasott gróf urbáriumot adott ki a birtok jobbágyainak. A várkastélyt keleti és délkeleti irányban is bővítette, melynek munkálatai 1756-ra a várkápolna megépülésével fejeződtek be. A megújított és bővített épületegyüttest a kor jeles történetírója Kercselics Boldizsár is elegáns kastélynak nevezi. A gróf 1785-ben bekövetkezett halála után végrendeletében az uradalmat Keglevich Mária Annára hagyta és az ő utódaié volt egészen 1838-ig, amikor a szamobori Filip Aleksandar Šufflay vásárolta meg, végül a Laszowski családé lett. Itt született 1868-ban a neves horvát történész Emilij Laszowski, a horvát állami levéltár későbbi igazgatója, akinek a kastély bejárata felett emléktáblát állítottak.
Brlog várkastélya még 1893-ban is érintetlen volt. Egyszintes épületként építették szabálytalan hatszög formájában, amely tágas udvart zárt körbe. Két bejárat volt déli és keleti oldalán. A vár körül melléképületeket és fákat ültettek, amelyek a gazdasági udvarról tanúskodtak. A várat töltések és falak vették körül. A vár alatt a Kulpánál malom és a fűrésztelep volt.

## A vár mai állapota
A vár helyén lakóház és régi kőfalak maradványai láthatók. A közelben olyan gazdasági épületek vannak, amelyek kőfalai azt sugallják, hogy egykor szintén várhoz tartoztak. A vár maradványainak helyétől jó kilátás nyílik a vasútra és a Kulpára, valamint a szomszédos Szlovénia szétszórt dombjaira.